# Xuixo
El xuixo o sussú és una pasta dolça típicament gironina, de forma cilíndrica de pasta fina, farcida de crema, fregida i ensucrada per fora. Té el distintiu de Producte de la terra del Departament d'Agricultura, Ramaderia i Pesca de la Generalitat de Catalunya.

## Origen
Sembla que aquesta pasta va néixer a Girona als anys vint del segle xx, a la pastisseria que Emili Puig tenia al carrer de la Cort Reial: un confiter francès va ensenyar a aquest pastisser l'elaboració d'un pastís que anomenava "chou à la crème", que va servir d'inspiració per a fer el gironí xuixo. Cal no confondre el terme gastronòmic amb el vocable castellà chucho que fa referència a un gos. Alguns poden trobar similituds en el seu origen com a adaptació del terme castellà chucheria. S'ha traduït al castellà com a chucho', però no ha estat acceptat com a normatiu per la Real Academia Española.

## Accepcions
El xuixo és present en molts llocs fora del Gironès i rodalia, gràcies a la seua gran acceptació. En la segona meitat del segle XX era un dels principals productes venuts a les xurreries. Aquesta pasta també es troba sovint a Tarragona, Castelló de la Plana i València. Rep els noms de xut a Tarragona, Reus, Vendrell o Tortosa, globet a Mataró i xevut.

## Variants
El tornemi (de tornem-hi) de Badalona i l'Hospitalet s'assembla al xuixo: la primera diferència rau en la pasta base i en el farciment que es fa amb una pasta semblant al croissant. A més, el xuixo es fregeix amb la crema a dins i el tornemi s'emplena amb crema un cop cuit. La massa es lamina i es talla en forma de triangle isòsceles, s'hi posa la crema, es tanquen cap a dins les dues puntes superiors i es caragola en la forma definitiva. Tot seguit es posa a fermentar i quan té el volum correcte es fregeix amb oli. Un cop fred s'arrebossa amb sucre i està llest el tornemi.
També s'ha experimentat amb xurros de xocolata i farcits de carn i es debat que el farciment de crema no sigui tan perible per poder-lo consumir com a producte alimentari de consum.

## Llegenda

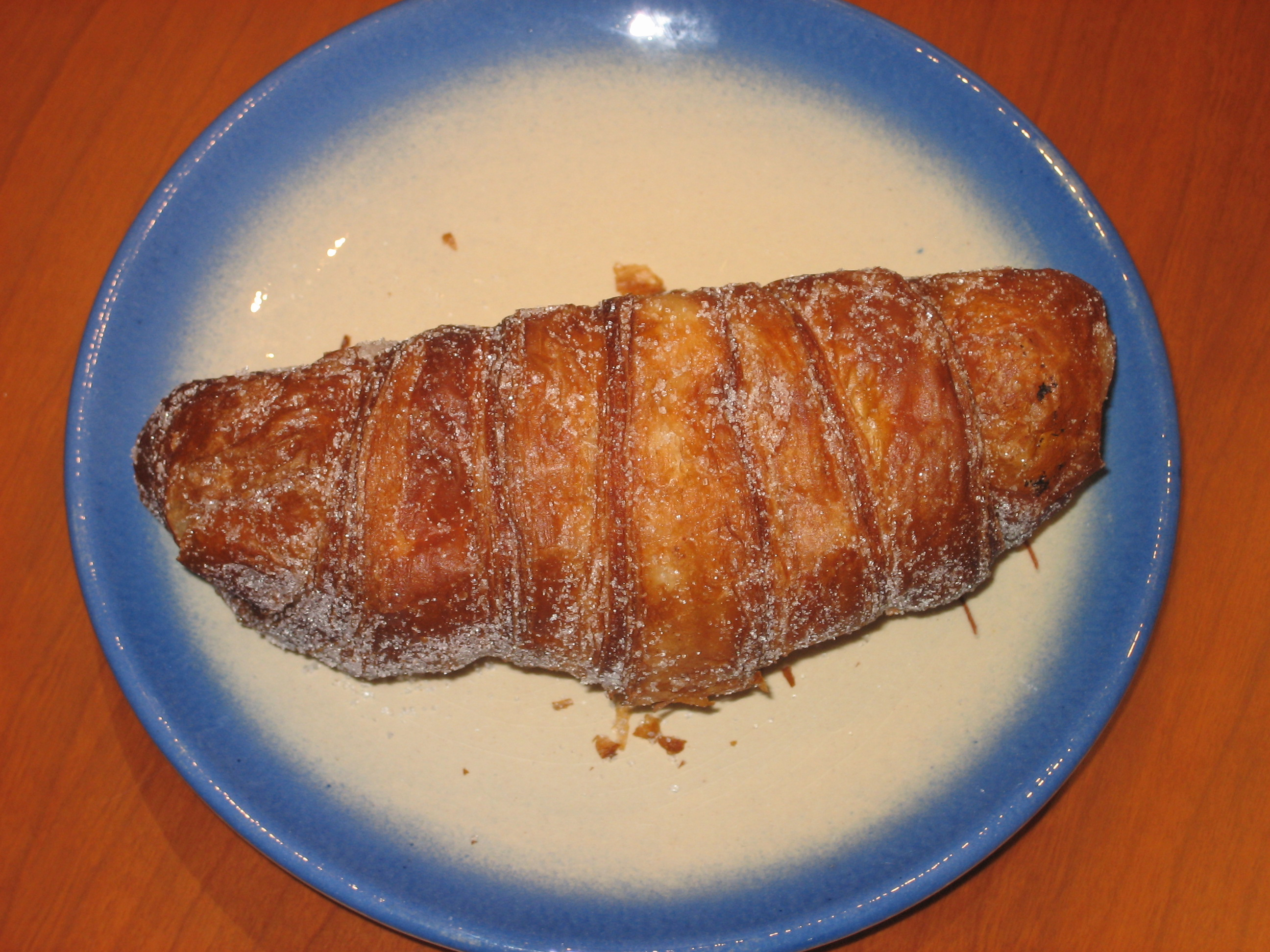
La pasta gironina

A la Rambla i el carrer d'Argenteria s'hi troba un personatge molt simpàtic que forma part de les llegendes de Girona, el Tarlà, personatge a qui es deu l'origen del xuixo, pasta de crema típica de la ciutat. Aquest acròbata, que va entretenir els ciutadans en una època de quarantena durant una epidèmia, es va enamorar de la filla d'un pastisser. Durant una visita a la seva enamorada, quan el pare d'ella va arribar, es va amagar dins un sac de farina fins que va esternudar fent "xui-xui". Per a no enfurismar el pastisser, li va prometre casar-se amb la seva filla i donar-li la recepta d'un dolç: el xuixo, anomenat així en record de l'esternut delator. Ara es pot veure el ninot del Tarlà cada any per les festes de Primavera o per Fires, quan es penja al mateix lloc on anys enrere va entretenir amb les seves acrobàcies els gironins.